# Maximilian I, Tuyển hầu xứ Bayern
Maximilian I (* 17 tháng 4 1573 ở München; † 27 tháng 9 1651 ở Ingolstadt) từ năm 1597 là Công tước xứ Bavaria và từ 1623 tuyển hầu của Thánh chế La Mã.
Qua cải cách khác nhau, ông tổ chức lại đất nước về tài chính và làm cho nó có hiệu quả kinh tế. Bằng cách loại bỏ các quyền tham gia hành chính của đại diện các giai cấp, ông là người sáng lập thực sự của việc cai trị tuyệt đối ở Bayern. Đồng thời ông là một người có nhiều ảnh hưởng đến Phong trào Phản Cải cách và cải cách Công giáo. Chính sách củng cố nội bộ của ông mở rộng phạm vị hoạt động ngoại giao của Bayern. Ông bên cạnh Hoàng đế là nhân vật hàng đầu của các công tước Công giáo tại Thánh chế La Mã và thực ra là người sáng lập Liên đoàn Công giáo. Như vậy ông góp phần quan trọng đạt được sự ưu thế của bên Công giáo trong Chiến tranh Ba mươi năm đến 1630. Ngay lúc đầu cuộc chiến Maximilian thành công chinh phục được Oberpfalz và đến cuối cuộc chiến Kurpfalz cũng như tiếp nhận chức vụ tuyển hầu Pfalz. Trong quá trình tiếp theo của cuộc chiến, ông đóng một vai trò quan trọng, cố gắng theo đuổi một chính sách độc lập một phần chống lại Hoàng đế bằng cách liên minh với Pháp. Trong Hòa ước Westfalen ông được xác nhận chức tước tuyển hầu và quyền sở hữu Oberpfalz.